# Melissa (1966)
Melissa ist ein deutscher Fernsehdreiteiler aus dem Jahr 1966. Er gehört zu der Reihe von Durbridge-Filmen, die in den 1960er-Jahren in Deutschland zu Straßenfegern wurden. Regisseur des für den WDR gedrehten Films war Paul May.

## Handlung
Die Fosters sind auf einer Party des Rennfahrers Don Page eingeladen. Nach einem erfolglosen Tag bleibt der arbeitslose Journalist und Schriftsteller Guy Foster lieber zu Hause. Seine Frau Melissa macht sich aber zusammen mit den befreundeten Hepburns auf den Weg zur Party. Nach einiger Zeit erhält Guy einen Anruf seiner Frau. Sie bestellt ihn an eine Adresse, um dort gemeinsam einen Verleger zu treffen, den sie auf der Party kennengelernt habe und der ihm beruflich weiterhelfen könne. Vergeblich sucht Guy nach der Adresse und muss wenig später erfahren, dass seine Frau Melissa erwürgt in einem Park aufgefunden wurde. Foster hat kein Alibi für den Tatzeitpunkt, zu dem er ja allein zu Hause gewesen war.
Inspektor Cameron stößt bei seinen Mordermittlungen auf den Nervenarzt Dr. Swanson. Dieser erklärt, dass Foster sein Patient sei, wovon Guy aber nichts weiß. Auch die Sprechstundenhilfe, Joyce Dean, bestätigt die Angaben des Arztes und behauptet, Guy zu kennen. Swanson erklärt gegenüber dem Inspektor, Foster sei extrem eifersüchtig gewesen, seine Frau habe sich bedroht gefühlt und ihm den Besuch des Arztes zwecks Behandlung seiner psychischen Probleme nahegelegt.
Nachdem seine Frau tot ist, erlebt Guy weitere Überraschungen: So verschwindet auf mysteriöse Weise eine Hutschachtel. Außerdem muss er feststellen, dass Melissa über ein großes Geldvermögen auf einem Schweizer Sparbuch sowie über teuren Schmuck verfügt hat. Felix Hepburn hatte sich 1000 Pfund von ihr geliehen, wie ein aufgefundener Schuldschein beweist. Außerdem stößt Guy auf einen Brief, den seine Frau an ihn adressiert hatte und in dem sie ihn dafür um Verzeihung bittet, die Geliebte eines gewissen Peter Antrobus gewesen zu sein.
Als Guy eines Abends in seine Wohnung zurückkehrt, findet er am Boden ein Taschentuch mit Monogramm M und eine Nachricht in seiner Schreibmaschine, wonach Peter Antrobus in der Ortschaft Elvingdale zu finden sei. Dort entdeckt Guy, dass es sich bei Peter Antrobus in Wahrheit um einen zwölfjährigen Jungen handelt, der mit seiner Schwester Mary und seinem Vater, dem Tankstellenbetreiber George Antrobus, zusammenlebt. Und er begegnet dort zufällig Joyce Dean, der Sprechstundenhilfe von Dr. Swanson, die aus dem Ort stammt.
Abends, wieder zuhause, betrinkt sich Guy Foster und schläft ein. Er wird durch einen Anruf geweckt: Er hört die Stimme seiner toten Frau Melissa, die ihn flehentlich darum bittet, umgehend zu ihr in das gemeinsame Cottage zu kommen. Foster kommt auf der Fahrt dahin von der Straße ab und landet in einem Feld, wo er – immer noch betrunken – einschläft. Als er mit mehrstündiger Verspätung schließlich im Cottage eintrifft, findet er dort die tote Mary Antrobus. Auch sie ist erwürgt worden.
Um in der Befragung Inspektor Cameron zu erklären, warum er nach Elvingdale gereist und dass er dort Mary Antrobus erstmals begegnet sei, will Guy ihm den Brief seiner Frau zeigen, in dem von Peter Antrobus als Geliebtem die Rede gewesen sein soll. Als er den Brief aus dem Schreibtisch nehmen will, stellt sich heraus, dass dieser inzwischen gegen einen anderen, nahezu gleichlautenden ausgetauscht worden ist, der jedoch keinen Namen enthält.
Als Guy später wieder allein ist, stürmt ein bewaffneter Mann in seine Wohnung, gibt sich als George Antrobus zu erkennen und beschuldigt ihn, seine Tochter ermordet zu haben. Guy kann ihn besänftigen. Er erfährt später von dem Mann, dass Marys Bruder zufällig einen Zettel mit einer Notiz von ihr gefunden habe. Darin sei davon die Rede, dass sie am bevorstehenden Abend ein Zusammentreffen mit einem „Felix H.“ und mit „M.“ hätte haben sollen, und zwar bei einem Turm in der Nähe von Elvingdale. Guy begibt sich dorthin, um zu beobachten, was es mit dieser Verabredung auf sich hat. Zur selben Zeit, als er sich dort aufhält, wird in unmittelbarer Nähe Joyce Dean überfallen und verletzt. Gegenüber der Polizei gibt Dean eine Täterbeschreibung, die genau auf Guy passt.
Dabei kommt es aber zum entscheidenden Wendepunkt, von dem an Inspektor Cameron klar zu werden beginnt, dass Guy in keinem der Fälle der Täter sein dürfte: Joyce Dean hat unter anderem behauptet, der Mann, der sie gewürgt hatte, habe ein auffälliges metallenes Uhrarmband getragen. Cameron stellt jedoch fest, dass Foster eine Taschenuhr bei sich führt; durch einen Zufall war sein Uhrarmband gerissen und befand sich zum Zeitpunkt des Überfalls auf Dean bei einem Uhrmacher. Nun glaubt auch Cameron an ein teuflisch geplantes Komplott.
Als Cameron gemeinsam mit Guy in Elvingdale den Tankstellenbetreiber Antrobus aufsucht, um Guys Angaben zu überprüfen, stellt sich heraus, dass jemand anderer bei ihm gewesen und sich für Antrobus ausgegeben hatte.
Der falsche Antrobus erweist sich später als ein polizeibekannter Betrüger und Fälscher. Seinen Daten war man durch einen Eintrag in Joyce Deans Notizbuch auf die Spur gekommen, das Guy an sich genommen und Inspektor Cameron übergeben hatte. Als der falsche Antrobus gefasst wird, gesteht er, bei seiner Attacke auf Guy im Auftrag eines Profi-Erpressers namens Smith gehandelt zu haben; Melissa Foster sei früher die Komplizin dieses Erpressers gewesen, die immer wieder Hutschachteln benützt habe, um die Erpressungsgelder einzusammeln. Als Smith sich entschloss, seine Komplizin aus nicht näher geklärten Gründen loszuwerden, fasste er einen ausgeklügelten Plan: Er veranlasste durch weitere Erpressungen Zeugenaussagen und legte Spuren, die allesamt Guy Foster als Täter erscheinen lassen sollten.
Um die Identität des wahren Mörders und Verbrechers herauszubekommen, stellt Inspektor Cameron eine Falle und verbreitet, dass sich bei Guy Foster ein Tonband von Melissa mit belastenden Aussagen befinde.
In diese Falle tappt zunächst Dr. Swanson: Dieser hatte – anfangs aus Gefälligkeit gegenüber seiner Sprechstundenhilfe Joyce, dann, weil er von ihr erpresst wurde – der drogensüchtigen Mary Antrobus mehrmals Heroin verschafft. Guy behauptet, das Tonband decke diese Verbindung zwischen Swanson und Antrobus auf, und kann ihn dazu überreden, sich der Polizei zu stellen. Als Swanson aus einer Telefonzelle bei der Polizei anruft, um sein Geständnis abzulegen, wird auf ihn aus einem Fahrzeug geschossen. Swanson wird dabei schwer verletzt, überlebt aber.
Später wird Guy von Don Page aufgesucht. Dieser offenbart ihm, dass er bereits vor einigen Stunden der Polizei gestanden hatte, gleichfalls durch Falschaussagen an dem Komplott gegen ihn beteiligt gewesen zu sein: Page war im Zusammenhang mit einem von ihm vor einiger Zeit in betrunkenem Zustand verübten Verkehrsunfall erpresst worden.
Schließlich kommt Felix Hepburn zu Guy und fordert die Herausgabe des Tonbands. Er hatte Melissa damit erpresst, dass sie bereits verheiratet gewesen war, als sie Guy geheiratet hat, und somit Bigamie begangen hatte. Nun versucht er mit demselben Druckmittel an das Tonband zu kommen: Guy habe zwar nichts von der anderen Ehe Melissas gewusst, doch würde dem niemand Glauben schenken, wenn er – Felix – die Geschichte an die Öffentlichkeit bringen würde. Allerdings wird dieses Gespräch zwischen Felix und Guy von der Polizei mitgehört; Hepburn wird auf diese Weise überführt und verhaftet. Er ist der ominöse "Smith", der gemeinsam mit Melissa als Profi-Erpresser tätig war.
In Guys Wohnung anwesend ist auch eine Schauspielerin, Carol Stewart, die Felix angeheuert hatte, um in den beiden fingierten Telefonaten Melissas mit ihrem Mann deren Stimme täuschend echt nachzuahmen. Als Felix bei der
Gegenüberstellung Carol erschießen will, kann dies durch einen gezielten Schuss der Polizei in letzter Sekunde verhindert werden. Felix wird dabei an der Hand verletzt. Wohl deshalb werden ihm keine Handschellen angelegt. Er versucht zu fliehen, als er abgeführt wird und Guys Wohnung verlassen hat. Dabei wird er von einem Polizisten erschossen.

## Weitere Verfilmungen
Erstmals wurde Melissa 1964 als Sechsteiler für das englische Fernsehen verfilmt.
Nach der deutschen Serie wurde Ende 1966 auch in Italien eine Fernsehverfilmung in sechs Teilen ausgestrahlt. Das italienischsprachige Titellied Regent's Park wurde von der US-amerikanischen Sängerin Connie Francis gesungen und auch auf Schallplatte herausgebracht.
Die erste Farbversion (drei mal 60 Minuten) wurde 1974 von der BBC gedreht. Channel 4 veranlasste 1997 in England eine neue Verfilmung, die allerdings deutlich von der Originalvorlage abweicht.